# إدوين والر
إدوين والر (بالإنجليزية: Edwin Waller) هو سياسي أمريكي، ولد في 4 نوفمبر 1800 في مقاطعة سبوتسيلفانيا في الولايات المتحدة، وتوفي في 3 يناير 1881 في أوستن في الولايات المتحدة.